# Il romanzo di Brancaleone
Il romanzo di Brancaleone, noto anche come Brancaleone, il romanzo, è il libro scritto dagli sceneggiatori Agenore Incrocci, Furio Scarpelli e il regista Mario Monicelli, tratto dal soggetto del film L'armata Brancaleone (1965). Il romanzo è stato pubblicato dalla casa editrice Longanesi nel 1984.

## Trama
In un Medioevo italiano povero, rozzo, messo in ginocchio e pieno di ignoranza, il cavaliere Brancaleone da Norcia incontra quattro personaggi guidati da un commerciante ebreo: Abacuc. Questi si trova in possesso di una pergamena tedesca, sottratta al legittimo proprietario, che conferma l'eredità di un castello con le ricchezze e le vettovaglie che si trova nella città di Aurocastro nella Puglia.
Brancaleone tuttavia, considerandosi un uomo valoroso, nobile e protettore delle fanciulle (una sorta di Don Chisciotte della Mancia) rifiuta l'offerta per partecipare al torneo di Civita, perdendo miseramente. Infatti l'uomo, sebbene dimostri notevoli capacità di combattente, è molto sfortunato e ancor di più è messo a dura prova dagli scherzi dello sciocco destriero Aquilante (in realtà una sorta di risultato dall'accoppiamento di un mulo con una cavalla) e alla fine è costretto a mettersi in cammino con la sgangherata banda.
Durante il tragitto Brancaleone incontrerà il nobile bizantino Teofilatto e decide di farlo prigioniero per chiedere il riscatto alla famiglia, ma poi ci fa amicizia, di seguito s'innamora di Matelda e di Teodora, ma sarà ugualmente sfortunato con loro, ed infine, venendo sconfitto dai Saraceni non appena entra in possesso della proprietà, decide di redimersi inseguendo il frate Zenone nel suo pellegrinaggio in Terra santa, a liberare dagli infedeli il Santo Sepolcro.

## I personaggi principali

### Brancaleone da Norcia
Il prode Brancaleone proviene da una nobile famiglia. Fin da piccolo ha dovuto sopportare durissimi soprusi e difficoltà perché la madre, essendo morto il marito, volle sposarsi nuovamente e così il cattivo patrigno, per paura che un giorno questi avrebbe potuto spodestarlo, lo fece abbandonare ancora infante nel bosco.
Fino ad undici anni Brancaleone vive come un animale tra le fronde e i cespugli, fino a quando alla mente non gli riaffiorano i ricordi della sua nobile stirpe. Così si reca nel castello e scopre che tutti i suoi beni sono stati scialacquati miseramente dai due nobili, ora in fin di vita, e così, impossessatosi di un'armatura, del cavallo Aquilante, e di armi, parte alla ricerca di fortuna. Prima egli uccide alcuni nobili cavalieri come Groppone da Figulle e poi s'iscrive al Gran Torneo dei Cavalieri di Civitavecchia, dove incontra gli altri quattro amici.

### Matelda
Anche Matelda è di nobili origini. Brancaleone la salva da un'imboscata dove però muoiono sia la scorta che il suo anziano tutore. L'uomo prima di esalare l'ultimo respiro fa giurare a Brancaleone che l'avrebbe protetta da ogni insidia fino a quando non sarebbe giunta sana e salva tra le braccia dello sposo, un piccolo, vecchio e rozzo sovrano della contea. Matelda fin dal primo incontro con Brancaleone, si innamora perdutamente di lui, ma questi le ricorda i suoi doveri, allora Matelda s'infuria e promette vendetta contro il suo cavaliere. Infatti alla prima occasione va a letto con Teofilatto e così quando lo sposo la conduce in camera scopre che non è più vergine, facendo imprigionare Brancaleone. Il cavaliere si salverà, ma Matelda farà voto di castità e si confinerà in un monastero.

### Teofilatto
Teofilatto è un cavaliere errante di origini bizantine, pecora nera del rimanente del suo casato. Quando Brancaleone s'imbatte in lui lo fa prima prigioniero, ma poi decide di lasciar perdere il suo piano di ricevere un bel gruzzoletto per continuare il suo viaggio verso Aurocastro. Nei viaggi dell'armata Teofilatto si tiene sempre a una certa distanza dagli uomini, specialmente quando intuisce segnali di pericolo e difatti quando Brancaleone e i seguaci si trovano nelle imboscate, Teofilatto è sempre quello che viene in soccorso, sebbene prima abbia cercato di avvertire i compagni, senza però essere ascoltato.

### Teodora
Teodora viene incontrata da Brancaleone quando porta al palazzo bizantino Teofilatto in catene. Tutti membri appaiono piuttosto bizzarri e vestiti con tuniche sfarzose, ma allo stesso tempo lugubri. Tra i personaggi Brancaleone scorge un bel viso di fanciulla e chiede al prigioniero chi sia. Teofilatto risponde che si tratta di sua cugina Teodora, gran meretrice, e gli concede il permesso di andare a letto con lei, se ne aveva voglia, così Brancaleone la afferra e la porta nella sua stanza. Anche Teodora pare molto eccitata come il suo amante e così intima il compagno di girarsi e di svestirsi. Ma appena Brancaleone si toglie la tunica Teodora comincia a frustarlo, rivelandosi una sadica. A Brancaleone, sconvolto e deluso dal gesto, decide di lasciarla e ripartire per Aurocastro.

### Abacuc
Abacuc è un commerciante ebreo molto anziano e avido. Ogni volta che vende qualcosa pretende sempre di essere pagato subito in petecchioni d'oro e non perde mai l'occasione di fare un buon affare. Infatti è lui a organizzare la spedizione ad Aurocastro con Brancaleone, quando Mangold e il grasso Taccone gli si presentano con la pergamena in mano. Tuttavia, dopo molte peripezie, il vecchio Abacuc, stanco dal viaggio e dalle malattie, muore proprio poco prima di arrivare alla meta.

## Edizioni
- Age e Scarpelli - Mario Monicelli - Il romanzo di Brancaleone - Longanesi (1984) ISBN 9788830400962